# Ephedra dawuensis
Ephedra dawuensis är en kärlväxtart som beskrevs av Y.Yang. Ephedra dawuensis ingår i släktet efedraväxter, och familjen Ephedraceae. Inga underarter finns listade i Catalogue of Life.